# Qianlingula turbinata
Qianlingula turbinata là một loài nhện trong họ Pisauridae.
Loài này thuộc chi Qianlingula. Qianlingula turbinata được miêu tả năm 2004 bởi Zhang, Zhu & Da-xiang Song.